# نقابة محرري الصحافة اللبنانية
نقابة محرري الصحافة اللبنانية (1941) هي نقابة مركزها في بيروت، وتتألف من جميع الصحافيين العاملين في مطبوعات صحفية تصدر في لبنان دون أن يكونوا من مالكيها وفقاً للمادة 10 من قانون المطبوعات الصادر في 14 أيلول 1962، وتشكل النقابة هيئة معنوية عالمية هي الممثلة لكل المحررين في لبنان والناطقة الوحيدة باسمهم.

## بدايات
لم تصبح نقابة محرري الصحافة اللبنانية كيانا مستقلا عن مالكي الصحف والمطبوعات في لبنان، إلاً في التاسع والسادس عشر من شهر تشرين الأول 1941 عندما تكوّن مجلسها الأول برئاسة النقيب روبير أبيلا. وقد مهّد لولادة نقابة المحررين لجنة تمهيدية برئاسة المونسنيور لويس خليل من جريدة البشير.
برز من هذه النقابة شخصيات بارزة وصلت إلى ارتقاء أعلى المراتب في الدولة اللبنانية، منهم على سبيل المثال: شارل حلو (رئيس الجمهورية السابق)، وتقي الدين الصلح (رئيس الحكومة السابق)، وعدد من السفراء والأدباء والشعراء.
والنقابة هي عضو في: اتحاد الصحافيين العرب، ولجنة الحريات، والجامعة الدولية للصحافيين، والمنظمة العالمية للصحافيين (وقد مثَّلت النقابة الدول العربية في المجلس التنفيذي لهذه المنظمة من العام 1990 -1995). وهي عضو مؤسس لاتحاد المهن الحُرَّة في العام 1992، وفي «المؤتمر الوطني النقابي».

### المجلس الأول
- اللجنة التمهيدية في 29 آب 1941، المونسنيور لويس خليل – رئيسًا، ونجيب ليان – مقررًا، واحمد دمشقية، سعيد فريحه، خليل قلاووز أعضاء.

- المجلس الأول المنتخب في 9 و16 ت 1 العام 1941: العمدة: روبير ابيلا – نقيبًا. وأحمد دمشقية نائبًا للنقيب، وممتاز الخطيب أمينًا للسر، وسليم حباقي أمينًا للصندوق، والاعضاء: نعيم الزيلع، سعيد سربيه، كمال السيوفي، فاضل عقل، كسروان لبكي، نجيب ليان، نسيب المتني، بطرس معوض.[4]

### الانتخابات
يعقد الأعضاء الذين يؤلفون الجمعية العامة دورة عادية مرة كل سنة في شهر تشرين الثاني (نوفمبر). وتعقد الدورة الانتخابية مرة كل ثلاث سنوات خلال شهر كانون الأول (ديسمبر). وتصدر القرارات بأغلبية مطلقة من الأعضاء الحاضرين، من أجل التصديق على الميزانية السنوية وتحديد بدل التسجيل ورسوم الدخول المفروضة على الأعضاء.

## النقباء
تعاقب على رئاسة نقابة المحررين بعد النقيب أبيلا، نسيب المتني، وسليم أبو جمرة، وممتاز الخطيب، وفريد الطيارة، وجودت هاشم، ووفيق الطيبي، وإسحق منصور، وملحم كرم، والياس عون، وجوزف القصيفي.

## المجلس الحالي
فازت لائحة «الوحدة النقابية» برئاسة النقيب جوزف القصيفي بكامل أعضائها (12 عضوًا) في انتخابات المجلس في كانون الأول 2021، بعد يوم انتخابي نقابي جرى في مقر الاتحاد العمالي العام، وشارك فيها 671 صحافيًا من 912 صحافيًا سددوا اشتراكاتهم، وبنسبة بلغت 73.57 بالمائة.
ويضم المجلس الحالي: جوزف القصيفي، صلاح تقي الدين، نافذ قواص، جورج شاهين، علي يوسف، واصف عواضة، وليد عبود، سكارليت الحداد، يمنى الشكر غريب، هنادي السمرة، جورج بكاسيني، غسان ريفي. ويستمر عمل النقابة حتى العام 2024.